# Autoritatieve opvoeding
Een autoritatieve opvoeding is een opvoedingsstijl die zowel betrokken, begripvol en accepterend als controlerend, veeleisend en gezaghebbend is tegenover het kind. Deze stijl van opvoeden stelt redelijke grenzen, geeft uitleg, toont begrip en doet al deze dingen met gezag.
Autoritatief staat tegenover laissez faire en permissief (toegevend) aan de ene kant en autoritair aan de andere kant. Deze indeling van opvoedingsstijlen is afkomstig van de Noord-Amerikaanse psychologe en pedagoge Diana Baumrind en dateert uit 1966.
De autoritatieve opvoedingsstijl wordt in Nederland relatief vaak aangetroffen bij moderne vaders. Andere onderzoeken gaven als resultaat dat vrouwen gemiddeld genomen meer autoritatief optreden. In andere historische perioden en andere culturen spreekt een mannelijke of vrouwelijke voorkeur voor de autoritative opvoedingsstijl niet vanzelf.

## Voetnoten
1. ↑  Jeanette Doornenbal, Ouderschap als onderneming, 1996, ISBN 90-6224-368-1.
2. ↑  D.J. van der Ploeg, Gedragsproblemen. Ontwikkelingen en risico's, Rotterdam: Lemniscaat 1997, p.90-91.